# 황자러
황자러(黃嘉樂, 황가락, 영문명 Stephen Wong, 1978년 12월 14일 ~ )은 중화인민공화국 홍콩 특별행정구의 남성 영화배우, 연극배우, 텔레비전 연기자, 광고 모델이다.

## 이력
1999년 연극배우 첫 데뷔한 그는 2001년 홍콩 텔레비전 드라마에서 첫 출연하였고 2004년 홍콩 영화 《현안추흉(懸案追兇)》의 단역 출연을 통하여 영화배우 데뷔하였다. 이후 2010년에는 연극배우 분야 복귀하였다.